# Francesco Girolamo Corio
Francesco Girolamo Corio (Abbiategrasso, 1720 – Abbiategrasso, 1790) è stato un notaio e poeta italiano.

## Biografia
Nato ad Abbiategrasso da Giuseppe Antonio Corio, si trasferì a Milano all'età di 24 anni esercitando fin da subito l'attività di notaio e venendo insignito nel 1737 del titolo di Notaro apostolico, a cui si aggiunse nel 1747 quello di Cancelliere del Collegio dei Ragionieri. Proseguì il mestiere di notaio fino al 1789 circa, quando si ritirò nella natìa Abbiategrasso morendovi qualche anno dopo..
Autore di poesie satiriche in dialetto milanese, tra le sue opere più note al tempo si possono menzionare Storiella d'on fraa cercott, dove se la prendeva con i frati fermieri malvisti dalla popolazione per i loro soprusi; Ona Villeggiatura ciamada El Rogoree (località brianzola dove il Corio aveva l'abitudine di passare il tempo libero) e Ai poetta che scriven su la mort de Maria Teresa, in cui l'autore prende di mira i poeti che nel 1780 si prodigarono in elogi per la morte dell'imperatrice d'Austria
Scrisse di lui Francesco Cherubini:
Avea sortito dalla natura un temperamento irritabilissimo, cosicché mal sapeva contenersi dal pungere

altrui anche oltre il dovere; e bene spesso fu d’uopo al Senato riconvenirlo della eccessiva mordacità

che ne’ suoi scritti legali lasciava trasparire.”»